# Bandiagaraklippan
Bandiaraklippan, Dogonernas rike, i Mali upptogs 1989 på Unescos världsarvslista.
Klipporna och sandstensplatån med hus, siloer, altare, heliga platser och Togu Na - allmänna samlingsplatser, är en av Västafrikas mest imponerande platser av geologiskt, etnologiskt och arkeologiskt intresse. Klippan reser sig ungefär 500 meter över de sandiga lågmarkerna i söder och sträcker sig omkring 150 km. Före dogonerna bodde Tellem- och Toloyfolken här och det finns många byggnader bevarade från Tellemfolkets tid.